# Modellbundesbahn
Die Modellbundesbahn (bis Mai 2009 Modellbahnschau MO187) ist eine öffentlich zugängliche Modelleisenbahnanlage, die in Brakel besichtigt werden kann. Seit ihrer Eröffnung am 14. Oktober 2005 bis Ende November 2017 war die Modellbundesbahn im ehemaligen Güterbahnhof im Nachbarort Bad Driburg ausgestellt. Nach dem Umzug und der Fertigstellung der neuen Ausstellungshalle ist sie seit dem 26. Mai 2018 in Brakel zuhause.
Träger der Ausstellung mit 675 m² Fläche und einer Gleislänge von etwa 1.100 m ist die Modellbahn Bw Ottbergen GmbH unter der Leitung von Karl Fischer.

## Beschreibung

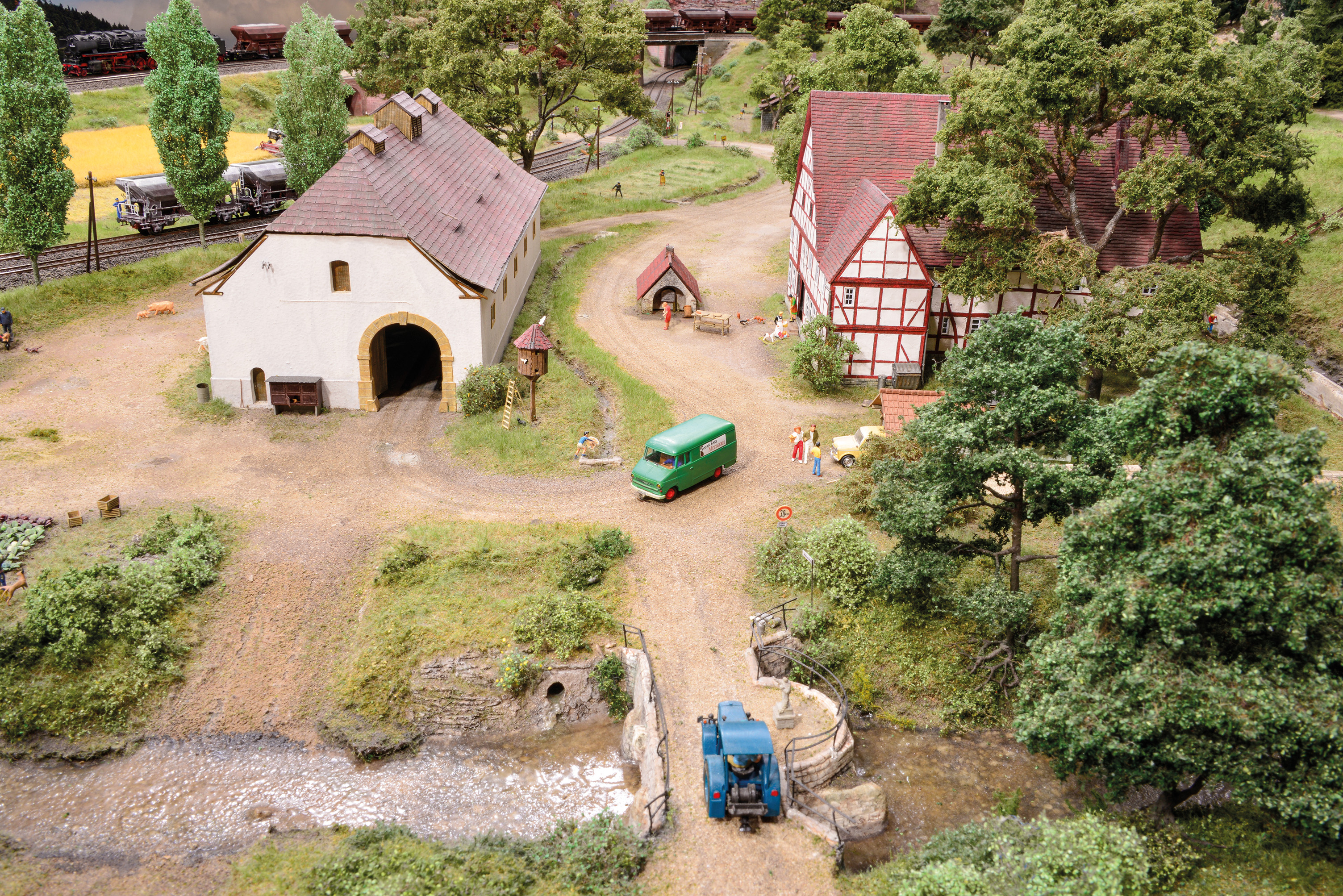
Der Gutshof im Anlagenteil „Weserstein“

Gezeigt wird ein detaillierter Nachbau der Bahnhöfe Ottbergen und Bad Driburg im Maßstab 1:87 (Nenngröße H0). Das Bahnbetriebswerk Ottbergen und die zugehörigen Bahnanlagen sind in „Museumsqualität“ wiedergegeben. Sämtliche Gebäude entsprechen der Vorbildsituation aus dem Sommer 1975. Die Landschaft und jeder einzelne Baum wurden von Hand hergestellt. Am Bau waren fünf professionelle Modellbauer und 15 ehrenamtliche Helfer beteiligt. Die Modelleisenbahn wird komplett digital und automatisch gesteuert.

## Geschichte
In der Zeit von 2001 bis 2003 wurden historische Fotos, Zeichnungen, Baupläne, Gleispläne und Flurkarten ausgewertet und Zeitzeugen befragt. Diese gründliche Vorbereitung war nötig, damit Gerhard Dauscher und sein Team im Jahr 2004 anfangen konnten, das konkrete Vorbild bis ins Detail ins Miniaturformat umzusetzen. Beraten wurde er dabei von den Schweizer Ottbergen-Experten François und Bernard Huguenin. In der Zeit von 1976 bis 1984 hatten François und Bernard Huguenin das 384-seitige Buch „Bw Ottbergen“ (Mainz 1984) geschrieben. Die Brüder konnten wertvolle Tipps zur möglichst genauen Umsetzung des Vorbilds geben.
Bis zur Eröffnung am 15. und 16. Oktober 2005 mit Dampflokomotiven der DB Nostalgie Reisen hatte das von Gerhard Dauscher geführte Team rund 20.000 Arbeitsstunden in die Modellbahnschau investiert. Mit der ersten Erweiterung unter Regie des Chefmodellbauers Michael Butkay sind bislang insgesamt 35.000 Arbeitsstunden in den Bau der Modellbundesbahn geflossen.

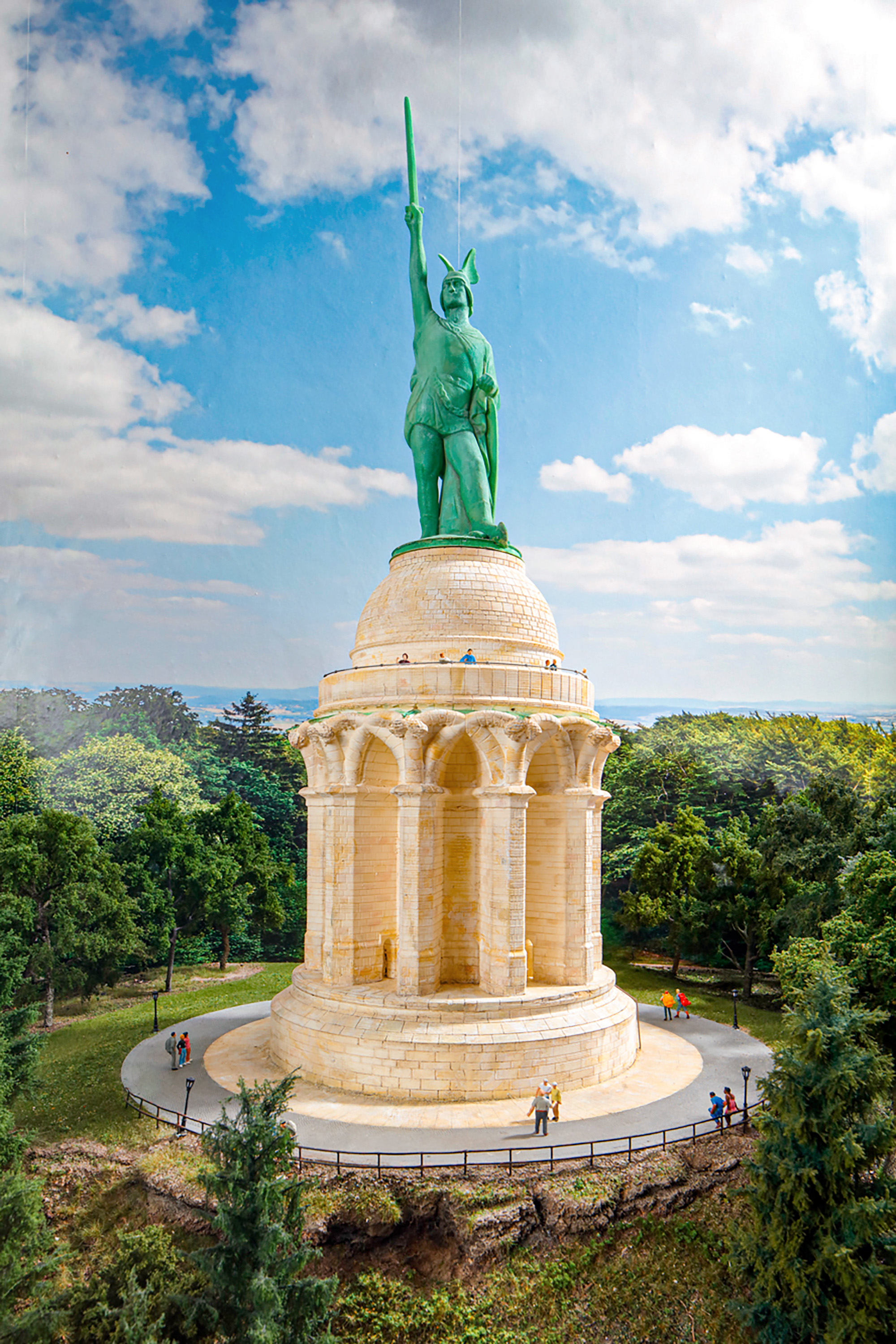
Original nachgebautes Hermannsdenkmal im Anlagenteil „Teutoburger Wald“

Am 18. Dezember 2007 kündigte MO187 an, die Anlage ständig zu erweitern. Die erste Erweiterung wurde von Januar 2007 bis Mai 2009 gebaut und zeigt typisches Weserbergland der 1970er Jahre, in dem ausschließlich Originalgebäude aus Ostwestfalen-Lippe zu sehen sind. Die zweite Erweiterung ist seit 2018 im Bau und soll die Anlagenfläche auf rund 300 m² verdreifachen. Sie soll in drei Ausbaustufen entstehen und einen westfälischen Eisenbahnknoten mit Dampf-, Diesel- und E-Lok-Betrieb zeigen. Die erste Stufe umfasst die Strecke Paderborn–Altenbeken, mit Modellen des kleinen Viadukts bei Neuenbeken und des großen Viadukts (Beketalviadukt von Altenbeken). Dieser erste Bauabschnitt trägt den Namen „Teutoburger Wald“. Er zeigt das Hermannsdenkmal und die schönsten Ausschnitte der zweigleisigen Hauptbahn Altenbeken–Paderborn, die seit Dezember 1970 elektrifiziert ist, folglich so auch bei der Modellbundesbahn. Der Teutoburger Wald ist am 14. April 2022 eröffnet worden. Die zweite Stufe ist der Bahnhof Altenbeken. Sämtliche Bahngebäude und auch Teile des Ortes werden originalgetreu zum Zustand Sommer 1975 nachgebaut. Die dritte Stufe verbindet Altenbeken mit Ottbergen/Bad Driburg und dem typischen Weserbergland.